# People of Paradox
People of Paradox: An Inquiry Concerning the Origins of American Civilization (en français : Un peuple de paradoxe. Enquête sur les origines de la civilisation américaine) est un livre de l'historien américain Michael Kammen, publié en 1972 aux éditions Alfred A. Knopf. Il investigue notamment divers concepts paradoxaux qui lui semblent prégnants au sein de la société américaine, comme  puritanisme et hédonisme, ou encore idéalisme et matérialisme. 
Cet ouvrage a été récompensé par le prix Pulitzer d'histoire, en 1973.

## Éditions
- People of Paradox: An Inquiry Concerning the Origins of American Civilization, New York, Knopf,  736 p.  (ISBN 9780394460772)